# Karabin maszynowy Breda-SAFAT
Breda-SAFAT – włoskie karabiny maszynowe kal. 7,7 mm oraz 12,7 mm, będące najczęściej używaną bronią przez Regia Aeronautica podczas II wojny światowej. Projekt powstał z współpracy Breda Meccanica Brescia i Società Anonima Fabbrica Armi Torino. Karabin bardzo przypominał amerykańską broń Browning M1919.

## Literatura
- Ciampaglia Giuseppe, Quando la Regia adottò Il Cannone da 20mm, RID 2006